# Concurso de Asentamiento Espacial de la NASA
El NASA Space Settlement Contest (en español Concurso de Asentamiento Espacial de la NASA) es un concurso anual de diseño para estudiantes de 6.º a 12.º grado patrocinado por el Centro de Investigación Ames de la NASA y la NSS (Sociedad Nacional Espacial). Este concurso está abierto a estudiantes de once a dieciocho años de cualquier parte del mundo. Los individuos compiten como individuos o como parte de un equipo en dos categorías, en equipos de hasta seis estudiantes y en equipos de siete o más estudiantes.
El objetivo de este concurso es que los estudiantes aprendan sobre ciencia y trabajo en equipo mientras trabajan en proyectos para desarrollar diseños de asentamientos espaciales. Los estudiantes envían un informe sobre sus diseños a NASA Ames, y los informes son juzgados por profesionales aeroespaciales. Se otorgan premios al mérito artístico y literario.
El concurso se divide en cinco categorías de premiación:
Gran Premio: Esta categoría consta de un ganador absoluto, cuyo proyecto se considera el mejor y el más creativo. Se fomentan más los proyectos de investigación propia.
1er Premio: Esta categoría está dividida para todos los grados del 6to al 12mo, de 11 a 18 años.
2do Premio: Esta categoría está dividida para todos los grados del 6to al 12mo, de 11 a 18 años.